# Тильда
Ти́льда (фр. tilde, исп. tilde, от лат. titulus — «подпись, надпись») — название нескольких типографских знаков в виде волнистой черты.

## Математический знак
Внутристрочная тильда обычно означает разного рода отношения эквивалентности, например:
- отношение эквивалентности в теории множеств;
- подобие в Евклидовой геометрии;
- при анализе асимптотического поведения функций — их асимптотическую (сильную) эквивалентность: запись «{\displaystyle f(x)\sim g(x)} при {\displaystyle x\to +\infty }» означает, что {\displaystyle \lim _{x\to +\infty }f(x)/g(x)=1};
- в теории графов — смежность двух вершин графа (существование ребра между ними)[1].

Используется также надстрочная тильда: например, тильда над знаком случайной величины может означать её медиану: {\displaystyle {\tilde {a}}.}
Тильда перед числом означает «примерно», «приблизительно», «около», например: диаметр стержня составляет ~ 8 см.
В физике и астрономии тильда может означать близость по порядку величины; например, ħ ~ 10−34 Дж·с означает, что редуцированная постоянная Планка по порядку величины близка к 10−34 Дж·с, то есть что десятичный логарифм величины ħ, выраженной в Дж·с, лежит между −34,5 и −33,5.
Тильда используется и в сочетании с другими знаками: тильда над знаком равенства в геометрии обозначает конгруэнтность; две тильды (≈) — приближённое равенство; тильда под знаками «больше» и «меньше» означает, что одна функция растёт асимптотически не меньше (не больше) другой и т. п.

## Тильда в информатике и вычислительной технике
- В языках C/C++, Java, Python, Verilog и др. тильда — одноместный префиксный оператор, означающий побитовое отрицание (в отличие от логического отрицания, обозначаемого восклицательным знаком).
- В файловой системе VFAT при кодировании длинных имён в формат, понятный DOS, тильда используется для сокращения наименований файлов и каталогов, например PROGRA~1 вместо PROGRAM FILES (при этом если существует несколько имён начинающихся на одну и ту же строку, то используется ~ 2, ~ 3 и т. д., если число файлов больше десяти, то размер «строки» сокращается на символ до PROGR~12 и т. д.).
- В UNIX-подобных операционных системах с тильды начинается иерархический путь к своим файлам — ~/Documents/Shedule.odt — или к файлам другого пользователя: ~ivanov/texts/report.
- В языке ΤΕΧ тильда обычно обозначает неразрывный пробел (а для использования тильды как видимого типографского знака применяются разнообразные многосимвольные команды: \~ для надстрочной тильды в тексте, \tilde для неё же в формулах, \sim для тильды как знака эквивалентности и др.).
- В MediaWiki (и, в частности, в Википедии) каскад из 3−5 знаков тильды подряд обозначают подпись участника на страницах обсуждений:
  - Три тильды (~~~) дают только подпись;
  - Четыре тильды (~~~~) — подпись с указанием на время внесения правки;
  - Пять тильд (~~~~~) — только указание текущего времени и даты.
- В Markdown двойные тильды используются для зачёркивания — ~~зачёркнуто~~.
- Одиночная тильда в запросе Яндекса исключает следующее слово в пределах предложения. Двойная тильда: ~~ в пределах всего документа.
- Во многих моноширинных консольных шрифтах тильда находится в верхней части, так что последовательность тильд ~~~~~~ использовалась в текстовом файле для волнистого подчёркивания (тильды размещались на строку ниже подчёркиваемого текста).

## Коды символа
Тильда была включена во вторую редакцию ASCII на позиции 0x5C (вместо обратной косой черты), но в окончательной третьей редакции перенесена в 0x7E, и на этой же позиции осталась в Юникоде. Сам знак был включен с намерением использовать его и как отдельный символ, и как диакритический (при помощи управляющего символа backspace), но в дальнейшем, с появлением Юникода в качестве диакритического знака стал использоваться знак с кодом 0x303 (◌̃), а ASCII-тильда стала использоваться только в качестве самостоятельного знака. Как следствие этого, в моноширинных шрифтах, предназначенных для использования в эмуляторах терминала знак тильды может быть поднят вверх, как надстрочный знак. Также кодированы другие формы тильд:
| Название            | Символ | Номер в Юникоде | HTML-код |
| ------------------- | ------ | --------------- | -------- |
| обратная тильда     | ∽      | U+223D          | &#8765;  |
| не тильда           | ≁      | U+2241          | &#8769;  |
| тройная тильда      | ≋      | U+224B          | &#8779;  |
| вертикальная тильда | ⸯ      | U+2E2F          | &#11823; |

## Иконография и летописи
В православной иконописи и церковнославянском языке тильда используется для сокращения слов, например І͠С Х͠С является сокращением «Иисус Христос».

## В издательском деле и полиграфии
В справочной литературе тильда заменяет в словосочетаниях заголовочное слово или его неизменяемую часть.